# 田崎トシミ
田崎 トシミ（たさき としみ、本名：田崎 敏美、1970年10月4日 - ）は、大分県出身の俳優。2011年中頃まで田﨑敏路（たさき としみち）の芸名で活動していた。

## 人物
最終学歴は大分県立大分工業高等学校 機械科 卒業。身長は172cm、バスト92cm、ウェスト76cm、ヒップ90cm、靴のサイズは25.5cm、血液型はB型である。特技は格闘/ギター/野球/絵画。宮津ルーム（未遊プロジェクト）所属

## 出演

### テレビドラマ

#### NHK
- 大河ドラマ
  - 北条時宗（2001年）- 郎党 役
  - 平清盛 第6話（2012年）- 盗賊 役
- 夢駆ける大地
- 金曜時代劇 お登勢（2001年）- 三善歩 役
- 占有家族（2001年）- 万丈目の配下 役
- 金曜時代劇 はんなり菊太郎2（2004年）- 幾松 役
- Q.E.D. 証明終了 第5話（2009年）
- 神様のボート 第1・3話（2013年、BSプレミアム）- BARのマスター 役
- プレミアムよるドラマ 幕末グルメ ブシメシ! 第4話（2017年、BSプレミアム）- ヤクザ 役
- ソースさんの恋 第1話（2017年、BSプレミアム）
- ドラマ10 ブランケット・キャッツ 第6話（2017年）

#### 日本テレビ
- 金曜ロードショー 太陽にほえろ!2001（2001年）
- 喰いタン2 第4話（2007年）- 中川しんぞう 役
- お迎えデス。 第3話（2016年）- ホストクラブ支配人 役

#### TBS系列
- 白夜行（2006年）
- 金曜ドラマ
  - セーラー服と機関銃（2006年）
  - 専業主婦探偵〜私はシャドウ 第5話（2011年）
- 日曜劇場 JIN-仁- 完結編 最終回（2011年）
- 木曜ドラマ劇場 ヤメゴク〜ヤクザやめて頂きます〜 第1話（2015年）

#### フジテレビ系列
- ダブルスコア（2002年）
- 花嫁とパパ（2007年）- カメラマン 役
- 霧に棲む悪魔 第14話（2011年）
- HUNTER〜その女たち、賞金稼ぎ〜 第9話（2011年）
- GTOスペシャル（2012年）
- 金曜プレステージ ヤバい検事 矢場健〜ヤバケンの暴走捜査〜 第2作（2013年）- カフェのマスター 役
- 信長協奏曲 第2話（2014年）
- 素敵な選TAXI 第2話（2014年）

#### テレビ朝日系列
- はみだし刑事情熱系 PART6 第13話（2002年）- 大沢郁夫 役
- 相棒
  - season1  第3話「秘密の元アイドル妻」（2002年10月23日）- 陳風偉グループ系売人・江豊夏 役
  - season4  第19話「ついてない女」（2006年3月1日）- 城代金融・部下社員 役
  - season15 第3話「人生のお会計」（2016年10月26日）- ホストクラブ店長・高橋 役
- 土曜ワイド劇場
  - 家政婦は見た! 第23作（2004年）- 小松崎省吾 役
  - 法医学教室の事件ファイル 第33作（2011年）- 玉木耕輔 役
- アストロ球団（2005年）- ロッテオリオンズ捕手 村上 役
- 終りに見た街（2005年）
- 女帝（2007年）- 横田 役
- サラリーマン金太郎 第1期（2008年）
- 金曜ナイトドラマ
  - ジウ 警視庁特殊犯捜査係 第5話（2011年）- ホームレス 役
  - TEAM -警視庁特別犯罪捜査本部- 第2期 第3話（2014年）- 吉野透 役
- 木曜ドラマ
  - DOCTORS〜最強の名医〜 第7・8話（2011年）- 甲斐三郎 役
  - Wの悲劇 第2話（2012年）
  - はじめまして、愛しています。 第1話（2016年）
- 匿名探偵 第7話（2014年）
- 警視庁捜査一課9係 season9 2時間スペシャル（2014年）- 百瀬重行 役
- 緊急取調室 SECOND SEASON 第2話（2017年）- バーのマスター 役
- dele 第7話（2018年）- 中山剛 役

#### テレビ東京
- 水曜ミステリー9 刑事・ガサ姫〜特命・家宅捜索班〜 第2作（2013年）- 高岡克也 役
- Lドラ ママはニューハーフ 第56話（2010年）
- 保育探偵25時〜花咲慎一郎は眠れない!!〜（2015年）- 百々井組組員 役
- 僕らプレイボーイズ 熟年探偵社 第6話（2015年）
- 水曜エンタ・水曜ミステリー9 犯罪科学分析室 電子の標的 第2作（2016年）

#### WOWOW
- 愛と資本主義（2002年）

### 映画
- 英二（1999年）
- 地獄（1999年）- 相谷功謂 役
- バトルロワイアル（2000年）- 兵士 役
- ねたのよい（2001年）- 望月 役
- 幸福の鐘（2002年）
- バトル・ロワイアルII 鎮魂歌（2003年）- 兵士 役
- 座頭市（2003年）- 賭場の町人 役
- BLACK KISS（2004年）
- ゴジラ FINAL WARS（2004年）- ミュータント兵士 役
- SHINOBI - HEART UNDER BLADE-（2005年）- 卍谷の民 役
- TAKESHIS'（2005年）
- 同じ月を見ている（2005年）- 青年団 役
- 釣りバカ日誌16 浜崎は今日もダメだった♪♪（2005年）
- ヅラ刑事（2005年）
- 最終兵器彼女（2006年）
- 小さき勇者たち〜ガメラ〜（2006年）
- 日本以外全部沈没（2006年）- GAT隊員 役
- デスノート（2006年）
- スケバン刑事 コードネーム=麻宮サキ（2006年）- 広瀬耕太 役
- パッチギ! LOVE&PEACE（2007年）
- 大日本人（2007年）
- 新宿インシデント（2009年）
- 愛のむきだし（2009年）- コイケの部下 役
- アウトレイジ（2010年）- 大友組組員 役
- 踊る大捜査線 THE MOVIE3 ヤツらを解放せよ!（2010年）- 金村 役
- 任侠ヘルパー（2012年）- タクシードライバー 役
- ストロベリーナイト（2013年）

#### オリジナルビデオ
- シルバー（1999年）
- 実録・広島やくざ戦争（2000年）
- 首領への道 第12話 大阪連合会対関東連合会2（2000年）
- 修羅伝説 極道の地獄（2001年）
- 750ライダー（2001年）- タクラ 役
- 広島やくざ戦争・武闘派列伝（2002年）
- 実録・柳川組（2002年）
- 伝説のやくざ・ボンノ（2002年）
- 実録・柳川組2（2002年）- 奥川潔 役
- 荒ぶる獅子（2002年）
- 伝説のヤクザ・最後の博徒（2003年）
- 実録・痴漢物語 もっとも危険な卑猥遊戯（2003年）- 佐伯修一 役
- 寄生蟲 キラープッシー（2004年）- 倉木直人 役
- 岸和田少年愚連隊 Going My Way（2004年）
- 炎と氷（2004年）- 竜田次郎 役
- 龍神 LEGENDARY DRAGON（2004年）
- 修羅場の侠たち/暴力と弾丸（2004年）- 南部 役
- 実録 町井久之 暗黒の首領（2005年）- 町井の側近 役
- 血染めの手打ち破り（2005年）- 中浜 役
- マル暴組織犯罪対策部捜査四課 通称 マルボー（2005年）- 中国人ボス 役
- オフィス庄屋「Seed」（2005年）- ライブハウスのマスター 役
- ヤクザに学ぶ交渉術（2006年）
- ヤクザに学ぶ指導力（2006年）
- 平成次郎長一家（2006年）

### CM
- コカ・コーラ プラットホーム編
- NHK-BS ドーモ君がゾクゾク（2003年）
- 明治製菓 うずまきアーモンド（2004年）
- カラダナビ・野菜ジュース（2004年）
- 日本生命「愛する人のために」（2005年）
- 久光製薬「フェイタス」（2008年）

### 舞台
- LAST DANCE（1998年）- サイラ 役
- サパテアード（1998年）- ノボル 役
- LONG FOR LAS VEGAS（1999年）- ドラキュラ 役
- ミニシアター殺人事件〜そして誰も笑わなくなった - 探偵 役

### PV
- アナム&マキ「確認」（2001年）